# Llot de la saviesa

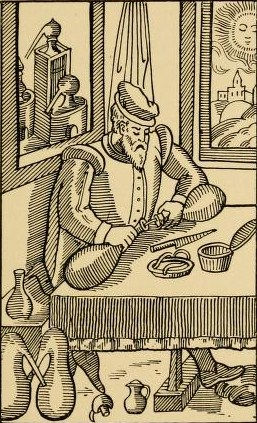
Un alquimista disposa els seus instruments, amb una caixa de llot i un ganivet sobre la taula (gravat, 1576)

El llot de la saviesao lutum sapientiae, (llatí Lutum, que significa fang, argila, etc.)  era una substància que s'utilitzava per segellar i assegurar els aparells utilitzats en química i alquímia i per protegir-los dels danys per calor causats pel foc; també s'utilitzava com la línia de soldadura dels forns metal·lúrgics. La lutació, era doncs l'acte de "cimentar els vasos amb lutum".
En l'entorn de la ceràmica, la lutació és una tècnica emprada per unir peces d'argila sense coure, però amb la textura de l'argila, utilitzant una capa d'argila humida com adhesiu. Llavors es cou l'element complet. Per exemple, les figures de l'exèrcit de terracota a l'antiga Xina es van fer d'aquesta manera. Les vores unides es poden marcar o eclosionar per afavorir l'adhesió, però l'argila i l'aigua són els únics materials utilitzats en la unió.

## Usos

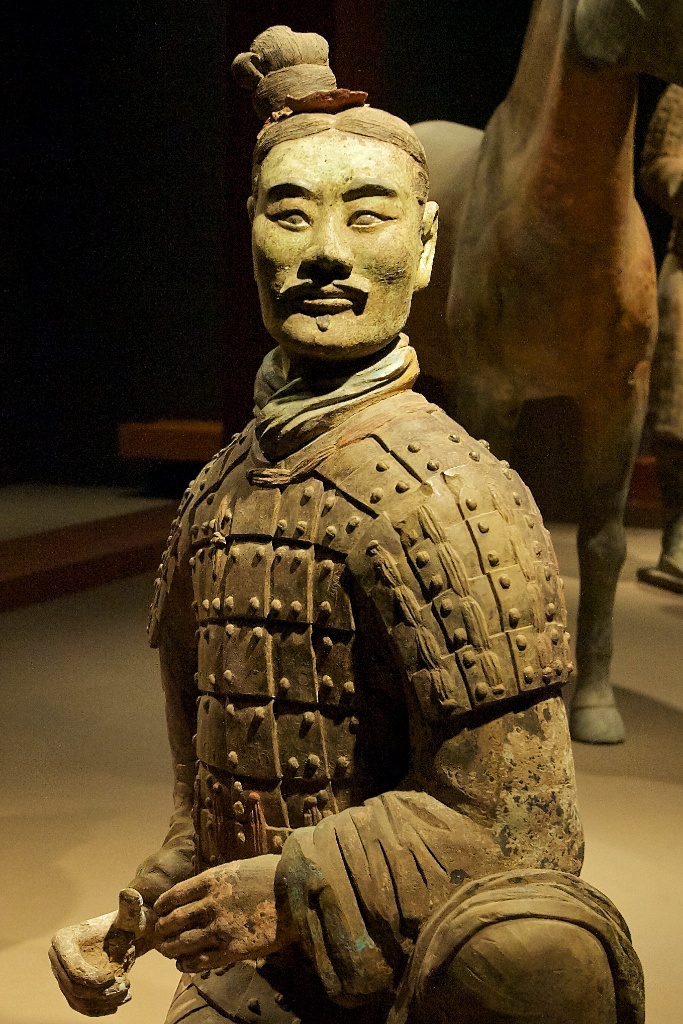
Soldat de l'exèrcit de terracota, compost de diverses parts unides entre si abans de ser cuites

El lutum, una substància adhesiva utilitzada des de l'antiguitat, ha trobat aplicacions diverses al llarg dels segles. Tradicionalment, es feia servir per a reparacions en recipients de vidre esquerdats, ja que el seu poder adherent ajudava a mantenir les peces unides i evitar fugues. El lutum s'utilitzava habitualment en la destil·lació, que requeria recipients hermètics i connectors per assegurar-se que no es perdessin vapors; per tant, va ser emprat per químics i alquimistes, sent conegut per aquests últims com "lutum sapientiae" o "llot de la saviesa".

Els recipients de terrissa i vidre que s'utilitzaven habitualment en aquests processos eren molt vulnerables  a l'esquerdes, tant durant la calefacció com en la refrigeració; una manera de protegir-los era folrar els pots amb lutum i deixar-los tornar lentament a la temperatura ambient. Una barreja per a aquest propòsit incloïa "terra solta" (terra pinguis), marga de Windsor, sorra, llimadures de vidre o ferro en pols i pèl de vaca.

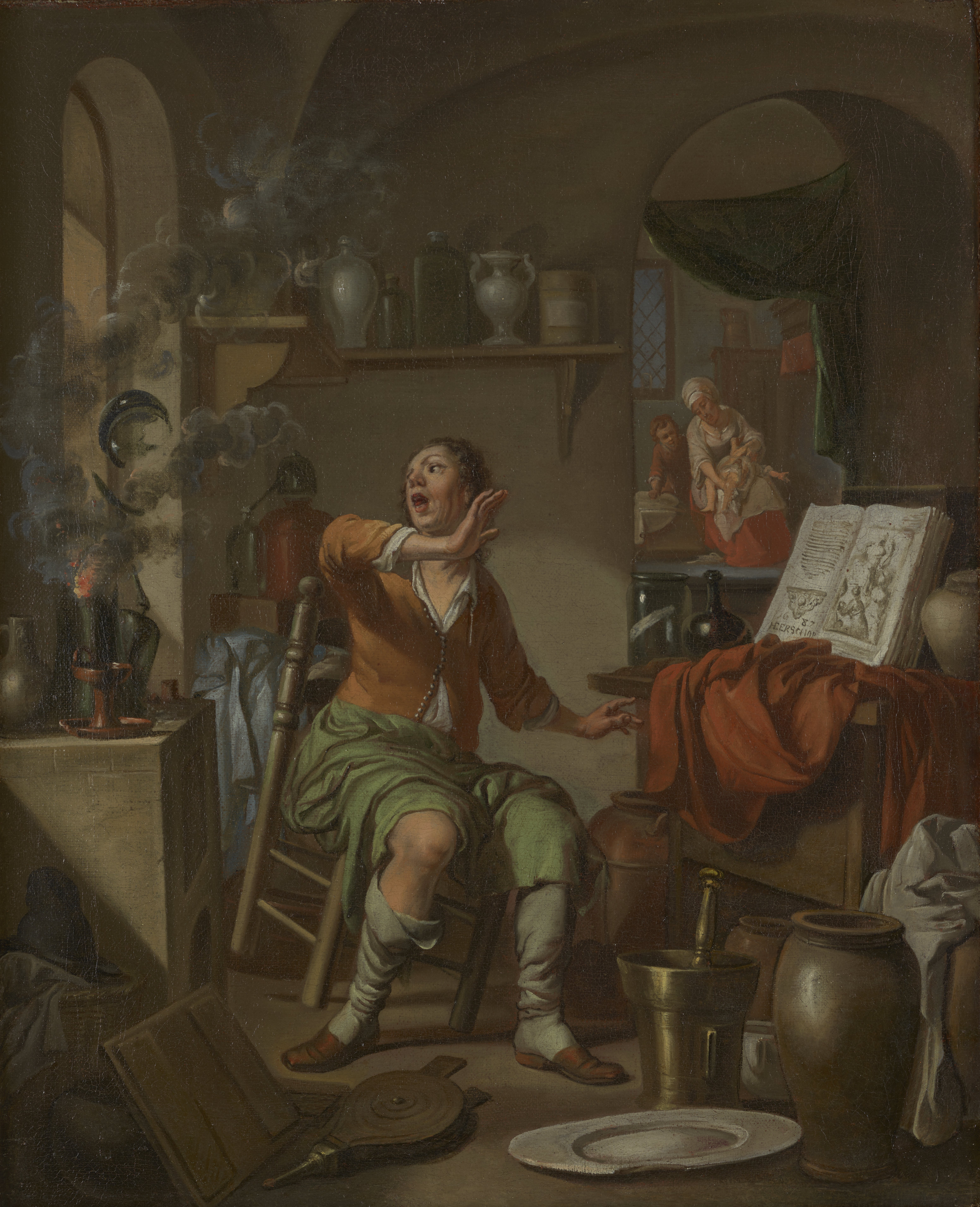
The Alchemist's Experiment Catches Fire,

Un altre ús del lutum era actuar com una vàlvula de seguretat, evitant que l'acumulació de vapors provoqués la ruptura d'un alambí i possiblement una explosió. Amb aquesta finalitat, es perforava el recipient i es cobria el forat amb lutum d'una composició particular, mantenint-se suau perquè l'acumulació excessiva de vapor fes que es desprengués del recipient, alliberant així la pressió amb seguretat. Aquest procés també es podia realitzar manualment per part de l'operador retirant i reposicionant el lutum segons fos necessari. El lutum també s'utilitzava per fer reparacions en recipients de vidre esquerdats.  En el quadre "The Alchemist's Experiment Takes Fire" 'obra de Hendrick Heerschop, 1687 (Chemical Heritage Foundation), es pot observar l'ús del lutum en un context alquímic. A la pintura, hi ha un alambi en plena explosió, i el lutum que s'utilitza per a segellar una ampolla receptora es pot veure clarament darrere del braç alçat de l'alquimista. Aquest detall il·lustra com els alquimistes utilitzaven aquesta substància per garantir que els seus equips de laboratori estiguessin ben segellats durant els seus experiments, evitant així la pèrdua de substàncies precioses o perilloses.
El lutum també jugava un paper essencial en la preparació d'equips i materials per als experiments, assegurant la integritat dels components i facilitant l'obtenció de resultats més fiables. En definitiva, aquesta substància ha estat una eina valuosa tant en la vida quotidiana com en la pràctica científica, demostrant la seva versatilitat i efectivitat al llarg del temps. El lutum s'aplicava amb freqüència a les articulacions entre els vasos (com les  retortes i els vasos receptors ), fent-los hermètics i evitant que el vapor s'escapés; això era especialment important per als vapors d'esperit més penetrants i requeria una barreja que enduris, com una barreja de cal viva i clara d'ou o similar. S'havia d'utilitzar un lutum més sòlid per a la contenció dels vapors àcids, i amb aquest propòsit es van barrejaven greix, terra i oli de llinosa, per formar el " lutum greixós ", que es podia enrotllar en cilindres de mida convenient, preparats per ser utilitzats.
Un altre ús relacionat del lutum va ser per al revestiment de forns, descrit ja al segle XVI per Georgius Agricola al seu llibre "De re metallica".

## Composició
El lutum greixós estava fet d'argila barrejada amb oli i batuda fins a la consistència de la massilla . Es podia emmagatzemar en una olla de fang tancada, que mantenia la humitat i, per tant, la flexibilitat del material. Un escriptor alquímic del segle XVI va recomanar un lutum compost de "terra barrejada amb fems de cavall" mentre que el químic francès Chaptal utilitzava una barreja similar de "terra" i fems de cavall, barrejada amb aigua i formant una pasta suau.
Un tipus de ciment dur també s'utilitzava habitualment per unir recipients de vidre i arreglar esquerdes; estava compost de resina, cera d'abella i pols de maó, o ocre vermell o vermell venecià. El ciment tou, fet de cera groga, trementina i vermell venecià, també es va utilitzar per a la reparació.